# Desviación del tabique nasal

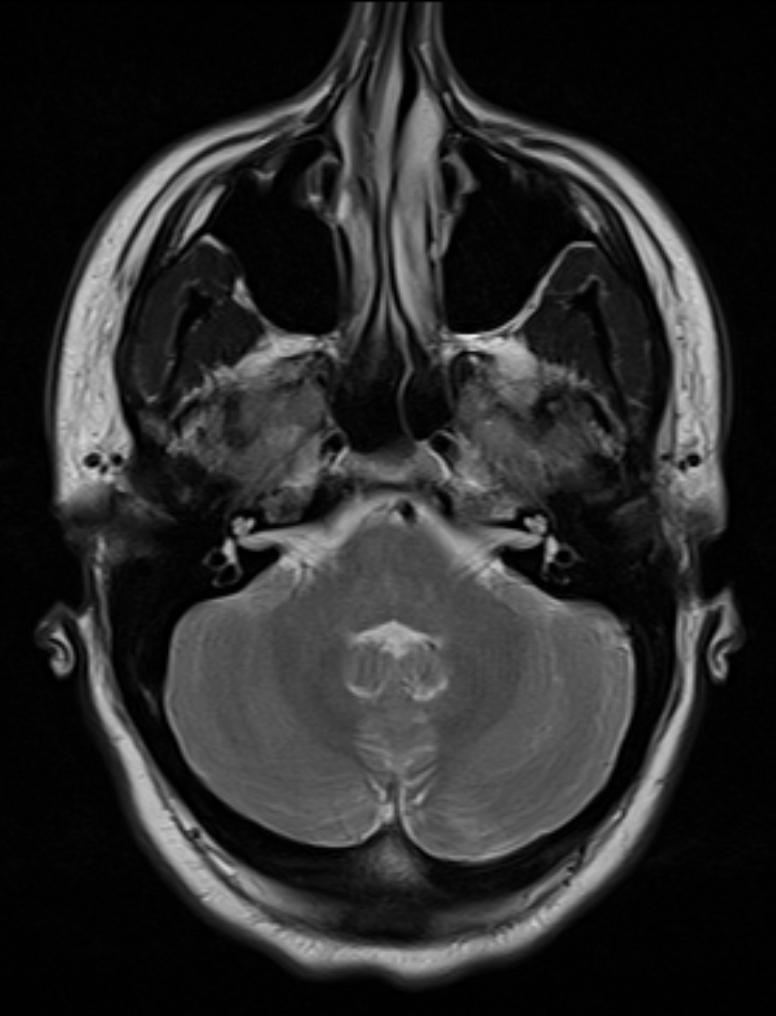
Imagen que muestra una desviación del tabique nasal

La desviación del tabique nasal (DNS) es un trastorno físico de la nariz, que implica un desplazamiento del tabique nasal. Algún desplazamiento es común y afecta a 80% de las personas, la mayoría sin saberlo.

## Causas
Es causada con mayor frecuencia por un traumatismo de impacto, como por un golpe en la cara. También puede ser un trastorno congénito, causada por la compresión de la nariz durante el parto. El tabique desviado se asocia con trastornos del tejido conectivo genéticos como el síndrome de Marfan, homocistinuria y el síndrome de Ehlers-Danlos.

## Síntomas
Sólo los casos más graves de un tabique desviado causarían síntomas de dificultad respiratoria, los cuales requerirían tratamiento. Los síntomas de un tabique desviado incluyen infecciones de los senos y el apnea del sueño, ronquidos, estornudos repetitivos, dolor facial, hemorragias nasales, dificultad para respirar, y de leve a severa pérdida de la capacidad de oler.

## Presentación
El tabique nasal es el hueso y el cartílago de la nariz que separa la cavidad nasal en las dos fosas nasales. El cartílago se llama cartílago cuadrangular y los huesos que comprenden el tabique incluye la cresta maxilar, vómer y la placa perpendicular del etmoides. Normalmente, el tabique se encuentra en el centro, y por lo tanto los conductos nasales son simétricos. Un tabique desviado es una condición anormal en la que la parte superior de la cresta cartilaginosa se inclina hacia la izquierda o la derecha, provocando la obstrucción del conducto nasal afectada. La condición puede resultar en un mal drenaje de los senos paranasales. Los pacientes también pueden quejarse de dificultad para respirar, dolores de cabeza, sangrado por la nariz, o de trastornos como los ronquidos o apnea del sueño.
Es común que los septos nasal se aparten de la línea central; el tabique desviado sólo se considera si el cambio es sustancial o influye negativamente en el paciente. Muchas personas con una desviación no saben que lo tienen hasta que se produce un poco de dolor. Por sí mismo, un tabique desviado puede pasar desapercibida por años, por lo tanto no habrá necesidad de corrección.

## Tratamiento
En los casos leves, los síntomas se pueden tratar con medicamentos como los descongestionantes, antihistamínicos y spray nasal. La medicación alivia temporalmente los síntomas, pero no corrige la enfermedad subyacente. Entre soluciones no médicas se puede utilizar tiras nasales. Una cura para los síntomas relacionados con las desviaciones septales está disponible en la forma de un procedimiento quirúrgico menor conocido como septoplastia. La cirugía se realiza de forma rápida (dura aproximadamente 1 hora) y no da lugar a ninguna alteración cosmética o cicatrices externas. La recuperación del procedimiento puede tomar de 2 días a 4 semanas para sanar completamente. Los huesos septales nunca vuelven a crecer. Sin embargo, si los síntomas reaparecen y no están relacionados con la desviación, esto puede ser debido a la mucosa metaplasia de la nariz.

## Las complicaciones de la septoplastia
- Perforación del tabique nasal: Debido al trauma bilateral de las solapas mucoperichondrial opuestos entre sí.
- Hematoma septal y absceso septal.
- Las adherencias y synachiae: entre mucosa septal y la pared lateral nasal.
- Nariz Saddle: Debido a la resección de la pared dorsal del cartílago septal.
- Ausencia de punta nasal: Debido a la resección del margen de caudal.